# Апраксін Федір Матвійович
Фе́дір Матві́йович Апра́ксін (1661 — 1728) — російський політичний та військовий діяч, сподвижник Петра І, генерал-адмірал російського флоту. Брат Марфи Апраксіної, другої дружини царя Федора Олексійовича.
З 1700 — начальник Адміралтейського приказу, з 1718 — президент Адміралтейств-колегії, з 1726 — член Верховної таємної ради.
Брав участь у створенні Балтійського та Азовського флотів. Командував військом та флотом під час Північної війни (1700—21). Командував флотилією в перському поході (1722—1723).